# Штефенел
Штефенел (рум. Ștefănel) — село у повіті Долж в Румунії. Входить до складу комуни Гогошу.
Село розташоване на відстані 213 км на захід від Бухареста, 33 км на захід від Крайови.

## Населення
За даними перепису населення 2002 року у селі проживали 273 особи, усі — румуни. Усі жителі села рідною мовою назвали румунську.